# Dollman vs Demonic Toys
Dollman vs Demonic Toys es una película de terror de bajo presupuesto estadounidense, independiente de 1993 de categoría B, directa a vídeo. Agrupa a personajes de tres películas estrenadas por Full Moon Features : Dollman, Demonic Toys y Bad Channels.
En 2004 la siguió Puppet Master vs. Demonic Toys, que inicialmente se emitió en Syfy . En 2009 fue estrenada una secuela directa de la primera película, Demonic Toys 2.

## Argumento
La película comienza con Brick Bardo (Tim Thomerson, de Dollman) tratando de detener un auto para llegar a la ciudad de Pahoota, donde se trata de encontrar a una chica llamada Nurse Ginger (Melissa Behr, que fue encogida a 11 pulgadas en Bad Channels), para demostrar a que ella no está sola. Mientras, Judith Grey (Tracy Scoggins, de Demonic Toys) tiene una pesadilla sobre los acontecimientos que sucedieron en la película, un año antes. Desde entonces, Judith ha estado observando el almacén Toyland, bajo la creencia de que los juguetes aun están vivos. Mientras tanto, un vagabundo (RC Bates) irrumpe en el almacén, y empieza a perder el tiempo con un triciclo payaso, hasta que consigue golpearse en la cabeza con una caja de juguetes, cayendo al suelo y muriendo. Pero su sangre sigue fluyendo sobre el lugar donde fue enterrado el demonio, y trae de vuelta a Baby Oopsie Daisy, Jack Attack y Mr. Static, que en esta ocasión se han traído consigo a un nuevo juguete asesino llamado Zombietoid, una figura de acción rubia de GI JOE con una espada como arma.
Judith, quien ahora está el interior del edificio, finalmente ve los juguetes, pero es arrestada entonces por irrumpir en el edificio. Después de que los policías se van, los juguetes obligan al nuevo guardia de seguridad Ray Vernon (Phil Fondacaro) a ayudarles con sus necesidades. Mientras tanto, Judith, que ahora sabe acerca de la historia de Nurse Ginger y Brick Bardo, soborna a un reportero (Phil Brock) para decirle donde están, y le dice que están en Pahoota. Judith, después de llegar a un acuerdo con Bardo y Ginger para que la ayuden a matar a los juguetes, se dirige con ellos al almacén.

## Reparto
- Tim Thomerson como Brick Bardo.
- Tracy Scoggins como Judith Grey.
- Melissa Behr como la enfermera Ginger.
- Phillip Brock como Collins.
- Phil Fondacaro como Ray Vernon.
- R.C. Bates como Bum.
- Willie C. Carpenter como policía.
- Peter Chen como taxista.